# Barquet
Barquet é uma comuna francesa na região administrativa da Normandia, no departamento de Eure. Estende-se por uma área de 13,76 km². Em 2010 a comuna tinha 454 habitantes (densidade: 33 hab./km²).